# Max Niedermann (Altphilologe)
Max Niedermann (* 19. Mai 1874 in Winterthur; † 12. Januar 1954 in Neuchâtel) war ein Schweizer Altphilologe.

## Leben und Wirken
Max Niedermann war der Sohn der Kaufmannsfamilie Jakob und Regula Susanna geb. Stolz. 1901 heiratete er Jeanne Augusta Pierrehumbert. Er absolvierte ein Gymnasium in Winterthur. Von 1893 bis 1894 studierte Max Niedermann an der Universität Zürich und von 1894 bis 1897 an der Universität Basel. 1897 wurde er Dr. Phil. mit der Dissertation e und i im Lateinischen. Ein Beitrag zur Geschichte des lateinischen Vokalismus. Nach mehreren Aufenthalten in Paris von 1897 bis 1899 und Freiburg im Breisgau, arbeitete er von 1900 bis 1906 als Lehrer am Gymnasium in La Chaux-de-Fonds. Danach war er Privatdozent, 1909 bis 1911 ausserordentlicher, von 1911 bis 1925 ordentlicher Professor an der Universität Basel für Vergleichende Sprachwissenschaft und Sanskrit. 1925 verliess er Basel und wurde Professor für lateinische Sprache und Literatur sowie Allgemeine Sprachwissenschaften an der Universität Neuchâtel. Von 1933 bis 1935 war er Rektor und ab 1944 Honorarprofessor.
Niedermann war Mitglied des Comitato permanente par l'Etrurie, der lettischen philologischen Gesellschaft und ab 1946 korrespondierendes Mitglied der Académie des Inscriptions et Belles-Lettres. Er veröffentlichte etwa 300 Arbeiten zu lateinischer Etymologie, lateinischen Glossen, Vulgärlatein und Textkritik.

## Politische Tätigkeiten
Im Jahr 1919 besuchte er im Auftrag des Bundesministeriums für Justiz und Polizei die französischen Lager, in denen die Häftlinge der Mittelmächte interniert waren. Von 1937 bis 1945 war er liberaler Grossrat in Neuenburg. Im Jahr 1945 nahm er an einer Reihe von Konferenzen zur Litauischen Flüchtlingsfrage in Yverdon teil. Ein weiteres Interessensgebiet war die politische Entwicklung der baltischen Staaten und ihrer Kultur.

## Ehrungen
- 1929 Ehrendoktor der Universität Lettlands in Riga
- 1944 Ehrendoktor der Universität Genf
- 1947 Ehrendoktor der Universität Besançon

## Werke (Auswahl)
- Précis de phonétique historique du latin (1906).
- Proben aus der sogenannten Mulomedicina Chironis, Buch II und III (1910).
- Marcelli de medicamentis liber (1916).
- mit Franz Brender; Anton Salys; Alfred Senn: Wörterbuch der litauischen Schriftsprache. Litauisch-Deutsch. Winter, Heidelberg 1932.
- Titus Maccius Plautus. Aulularia, Menaechmi, Mostellaria (1947).
- M. Fabii Quintiliani Institutionis oratoriae libri primi capita de gramatica (I 4-8) (1947).
- Litauen nach dem Krieg (1918)
- Polen und Litauen (1919)
- La catastrophe polonaise (1920)